# Ivan Medeši
Ivan Medeši (* 12. ledna 1982 Vrbas) je rusínsko-srbsko-slovenský spisovatel.
Pochází z rusínské menšiny, která do Srbska (Vojvodiny) přišla ze Slovenska v 19. století. Své texty píše v dolnozemské rusínštině, která je nejen jazykem vojvodinské menšiny, ale i východoslovenským nářečím. Své literární texty publikuje převážně na Slovensku, kde zaznamenávají značný ohlas, jak dokazuje vítězství v anketě Anasoft Litera, která hledá nejlepší slovenské prozaické knihy roku. Zvítězil roku 2019 se svou prózou Jedenie. Ta byla přeložena do spisovné slovenštiny Marošem Volovárem.
Vystudoval pedagogiku na Filozofické fakultě Univerzity v Novém Sadu. Poté pracoval jako školní psycholog, později jako informatik. Publikovat začal v punkovém časopise Keresturski pendrek.